# Slavovița, Plevna
Slavovița (în bulgară Славовица) este un sat în comuna Dolna Mitropolia, regiunea Plevna,  Bulgaria. 

## Demografie
Componența etnică a satului Slavovița
     Bulgari (98,85%)
     Nicio identificare (1,14%)
     Altele (0%)
La recensământul din 2011, populația satului Slavovița era de 526 locuitori. Din punct de vedere etnic, majoritatea locuitorilor (98,85%) erau bulgari. Pentru 1,14% din locuitori nu este cunoscută apartenența etnică.